# Dendrobium clavator
Dendrobium clavator Ridl., 1896 è una pianta della famiglia delle Orchidacee, endemica della Penisola di Malesia.

## Descrizione
È una pianta epifita di piccole dimensioni con pseudobulbi snelli, con 8 - 10 angoli, con una corta zona tra 2 internodi che porta da 2 a 4 foglie terete, caduche, distanziate ta loro. Fiorisce mediante un'infiorescenza che aggetta da un nodo vicino all'apice, dalla parte opposta delle foglie che si presenta breve e porta un unico fiore. Questo è grande normalmente circa un centimetro, è di breve durata, si presenta piuttosto chiuso ed è di colore bianco sfumato di rosa in petali e sepali (i sepali sono di dimensioni maggiori dei petali) e nel labello che si presenta trilobato coi lobi laterali rialzati.

## Distribuzione e habitat
D. clavator è endemica della Malesia peninsulare, dove cresce epifita sugli alberi di foreste tropicali.

## Coltivazione
Questa specie è ben coltivata su un supporto di argilla espansa. Necessita di posizione arieggiata, di caldo-umido durante la stagione di fioritura, e di temperature più basse durante la fase di riposo. Gradisce una posizione molto luminosa, ma predilige l'ombra o soltanto una peziale esposizione ai raggi del sole.